# 汪成为
汪成为（1933年7月—），男，汉族，浙江奉化人，中国计算机专家，中国工程院院士，863计划智能计算机组首席专家。

## 生平
1956年毕业于北京师范大学。历任中国人民解放军总装备部科技委顾问，总装备部科技部常任委员，国防科工委系统工程研究所总工程师、所长。

## 学术贡献
长期从事电子计算机及人工智能研究工作。参与和主持多种系统仿真、模拟计算机及数字计算机总体，整机及软件设计，如主持完成了几项工程的系统仿真、S8操作系统设计、军用共性软件的总体设计、智能化决策支持系统等。

## 奖项和荣誉
1987年，国家科技进步奖二等奖
1997年，国家科技进步奖二等奖
1998年，何梁何利基金科学与技术进步奖
1994年，当选为中国工程院院士

## 著作
《面向对象的方法、技术和应用》，《灵境（虚拟现实）技术的理论、实现及应用》等。